# Aloeides clarki
The Coega Copper (Aloeides clarki) là một bướm ngày thuộc họ Lycaenidae. Loài này có ở Nam Phi, nơi nó được tìm thấy ở low slopes và ridges in coastal Karoo flats in the East Cape và flat rocky land further inland.
Sải cánh từ 25–28 mm đối với con đực và 25–29 mm đối với con cái. Cá thể trưởng thành mọc cánh từ tháng 10 tới tháng 4. Mỗi năm loài này có nhiều thế hệ.
Ấu trùng ăn các loài Aspalathus species.